# Kajetanerplatz und Schanzlgasse

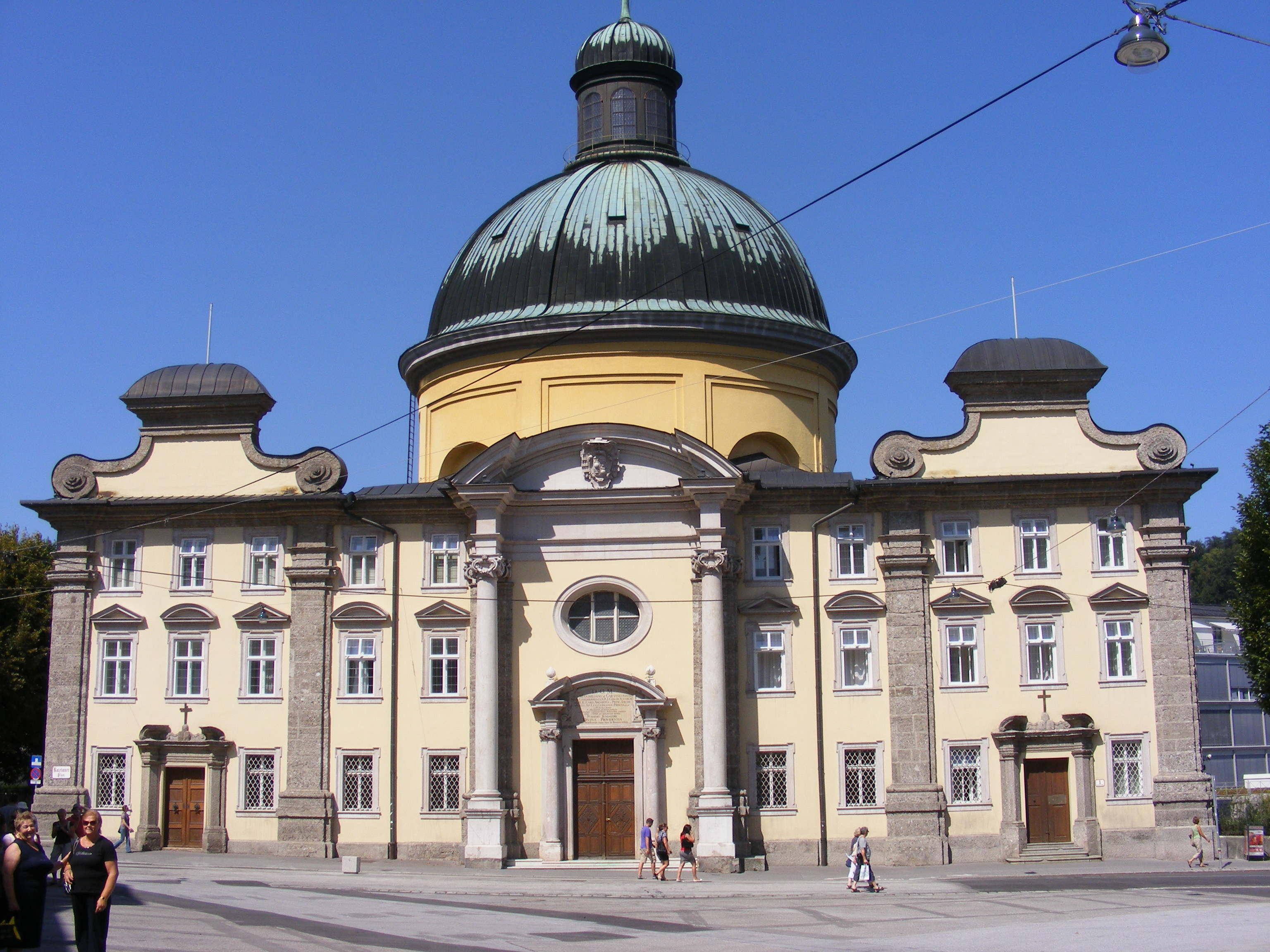
Kajetanerkirche in Salzburg

Der Kajetanerplatz ist jener Platz in der Altstadt von Salzburg, der vor der gleichnamigen Kajetanerkirche liegt. Dieser Platz geht nach Osten zu allmählich in die Schanzlgasse über. Bis ins 16. Jahrhundert bestanden hier verschiedene Gärten. Der Raum um den Chiemseehof wurde als von Erzbischof Konrad erbautes Spital genutzt, zu der bald die Lorenzkirche gehörte, die 1150 von Erzbischof Eberhard eingeweiht worden war. Hier war auch das Altenheim der Diener und Dienerinnen des Klosters St. Peter. Wolf Dietrich wollte hier ein neues Priesterseminar errichten und kaufte deshalb Kirche Spital und Garten. Dabei wurde die Kirche neu erbaut und nun der Heiligen Anna geweiht, deren Bruderschaft es nachher diente. Paris Lodron dann gestaltete den Platz im Zuge der Ausbauten für Wehranlagen neu.

## Zu den Namen
Der Name Kajetanerplatz erinnert an die dortige Kajetanerkirche St. Maximilian samt zugehörigem Kloster (Kajetanerplatz 1), welches seit 1923 Krankenhaus und Konvent der Barmherzigen Brüder) ist. Der jüngste Krankenhausneubau fand dabei auf der dortigen „Kajetaner-Bastei“, Teil der Lodronschen Wehranlage statt. Kirche und Kloster waren von Fürsterzbischof Max Gandolf von Kuenburg als Kloster und Klosterkirche der Theatiner erbaut worden, wobei diese Ordensgemeinschaft hier bis 1809 bestand. Danach war es lange Militärspital und seit 1923 Krankenhaus. Der Ordensgründer der Theatiner war der Heilige Kajetan von Thiene. 
Die angrenzende Schanzlgasse erinnert an die einst mächtigen Bollwerke, die Fürsterzbischof Paris Lodron 1622–1624 zum Schutz der Stadt hier errichten ließ. Diese ausladende zweiteilige Bastei hieß Erentrudis Bollwerk, seine Reste waren Volksmund später als „Schanzl“ bekannt. Die Bollwerke wurden mit dem Bau des dortigen neuen Justizgebäudes (1908) großteils abgerissen. Nur unterhalb des Klosters Nonntal haben sich Teile dieser alten Schanzanlage erhalten. Die Schanzlgasse hieß früher nach dem dortigen Stockhaus auch Stockhausgasse. 

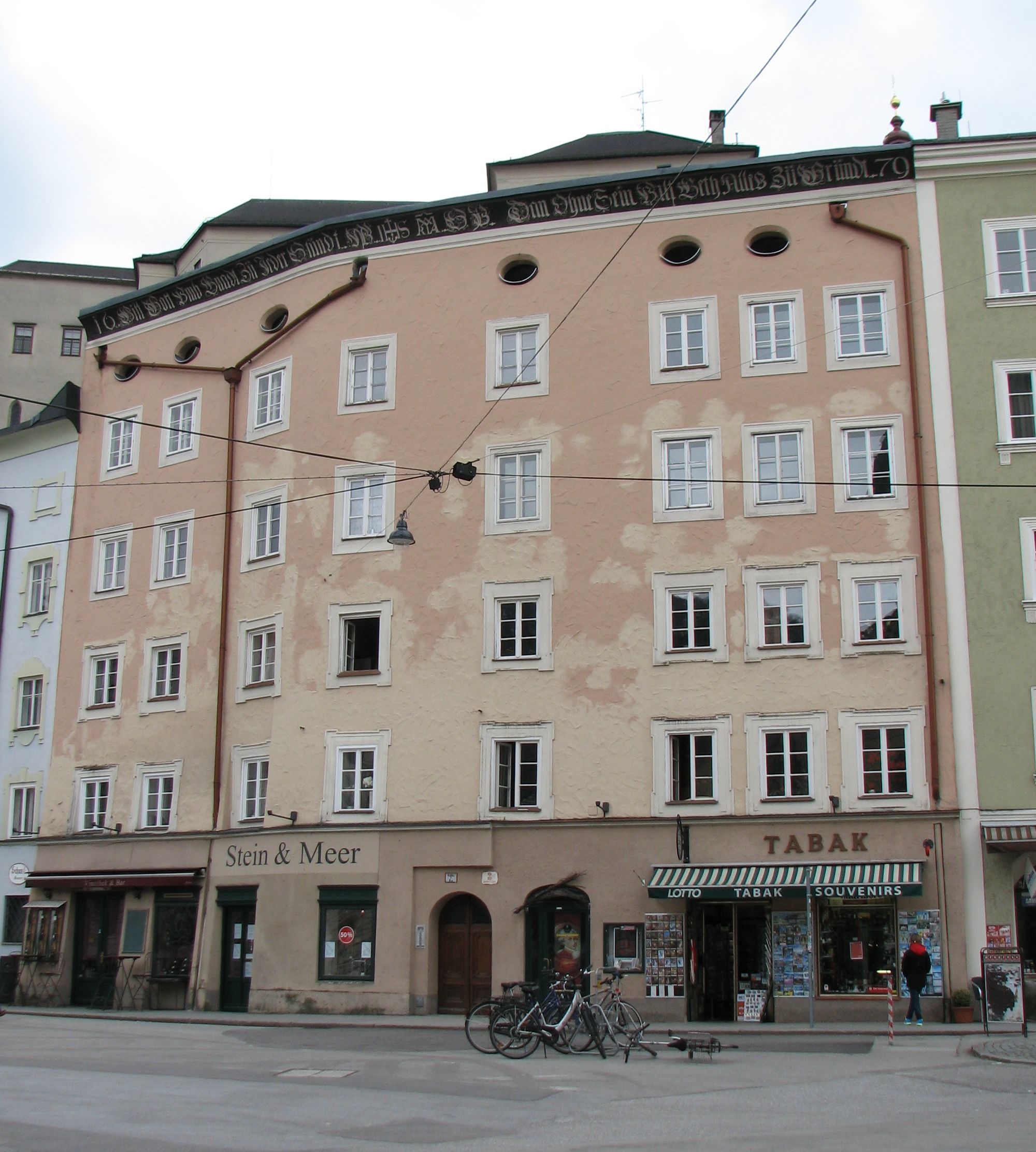
Elefantenhaus, Kajetanerplatz 3

## Elefantenhaus
(Kajetanerplatz 3)
Erbaut wurde dieses Haus vermutlich im frühen 16. Jahrhundert. Es gehörte, irgendwann nach 1500, dem Büchsenmacher Benedikt Reicher. Auf dem Haus befindet sich, mit der Jahreszahl 1679 und dem Kürzel IHS, folgender Spruch: „Bitt Gott Umb Gnadt Zu Jeder Stundt, Dan Ohne Sein Hilf Geth Alles Zu Grundt“. 
Das Haus besitzt noch einen oberen Ausgang zur Nonnbergstiege und weiter zum Kloster Nonnberg. Ein Stockwerk des Hauses war einmal im Besitz des Orgel- und Klavierbauers Johann Evangelist Schmidt. Aus heute nicht mehr bekannten Gründen heißt das Haus, zumindest seit 1589, „Elefantenhaus“.

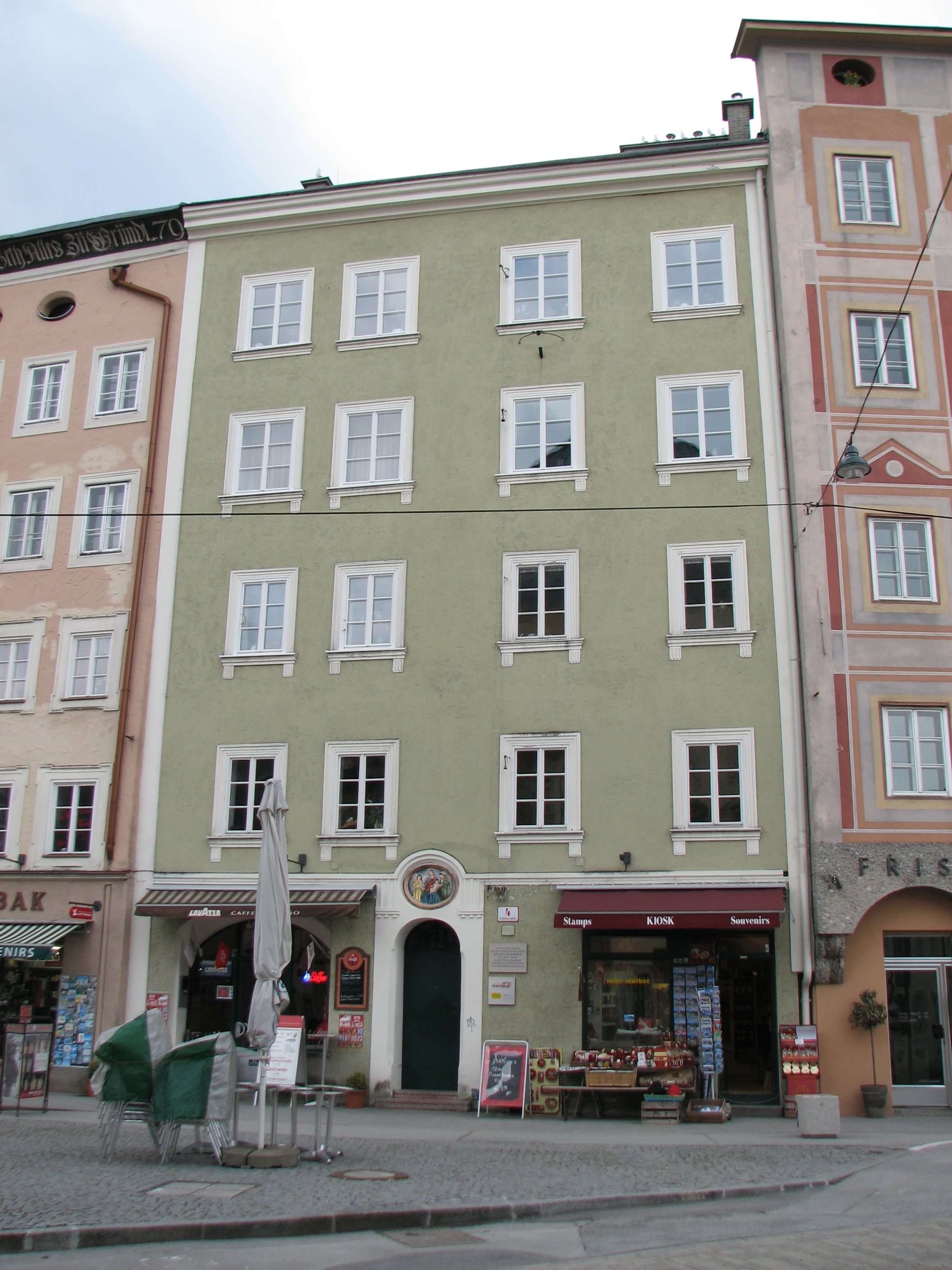
Gutratherhaus, Kajetanerplatz 4

## Ritter- oder Rötherhaus (eigentlich Gutratherhaus)

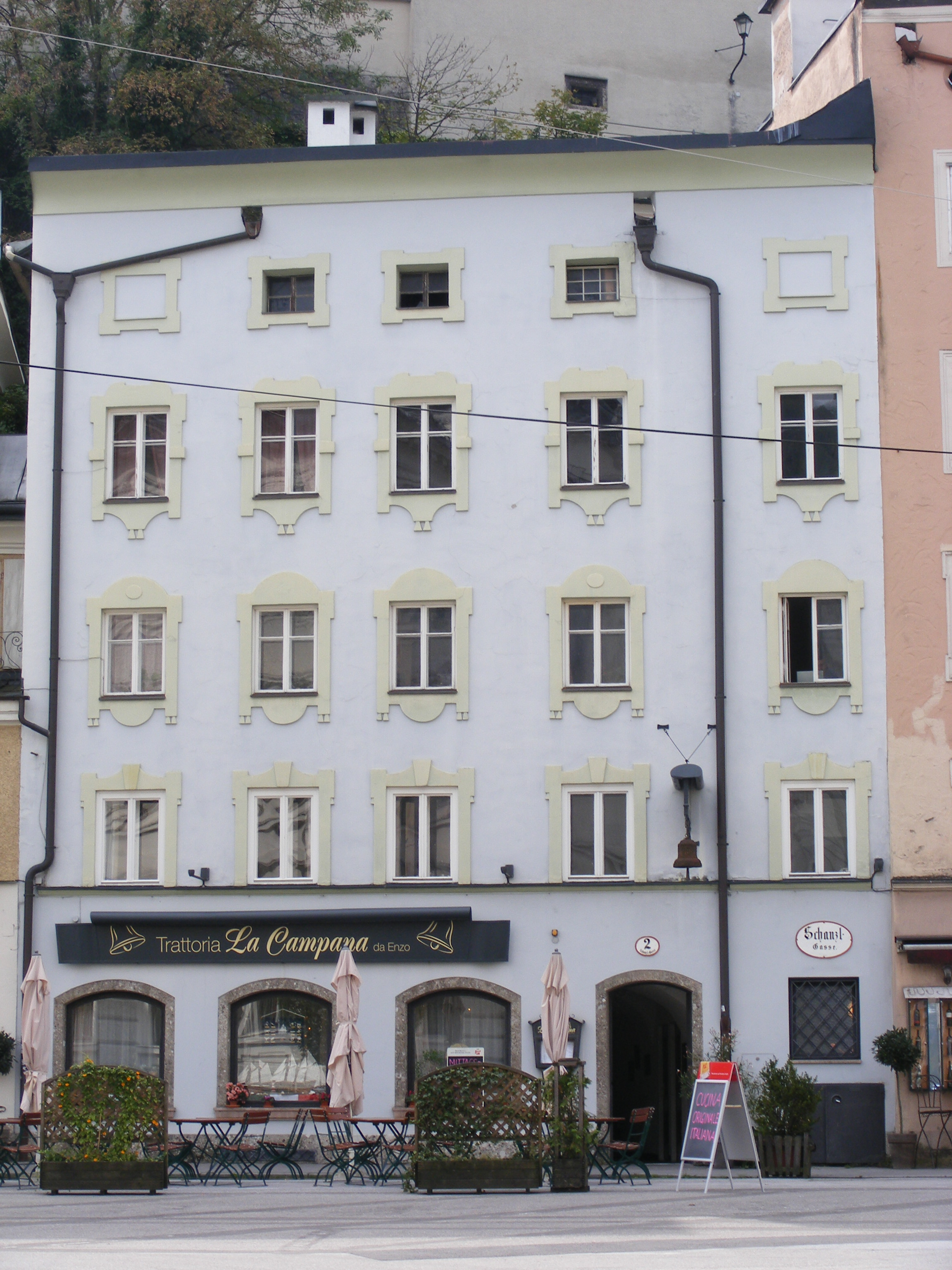
Gasthaus Zur Glocke, Schanzlgasse 2

(Kajetanerplatz 4) 
Erstmals 1380 erwähnt, stammt die heutige Bausubstanz aus dem Anfang des 16. Jahrhunderts. Adam Franz Gutrather und seine Ehefrau kauften 1691 dieses Gebäude. Das Haus ist nach dem damals bekannten Geschlecht benannt.

## Lohnkutscherhaus, heute Gasthaus zur Glocke
(Schanzlgasse 2) 
Zwischen 1671 und 1675 wurde das Grundstück mit einem Wohnhaus, einem Stall und einem Stadl bebaut. Die heutige Fassade stammt aus der Zeit um 1800. Im Erdgeschoß des Hauses befinden sich vier erneuerte Segmentbogenöffnungen. 
An der Stelle dieses Hauses führte schon vor 1657 eine steile Treppe teils aus Holz, teils aus Stein zum Kloster Nonnberg hinauf, die erst 1835 abgebrochen wurde. Nur das unterste Stück der Treppe im Haus selbst ist dabei erhalten. 
Viele Jahrzehnte bis in die 2010er Jahre befand sich hier das Gasthaus zur Glocke, worauf ein schmiedeeiserner Wandarm mit Glocke darauf hinweist. Derzeit wird das Lokal als italienische Trattoria geführt.

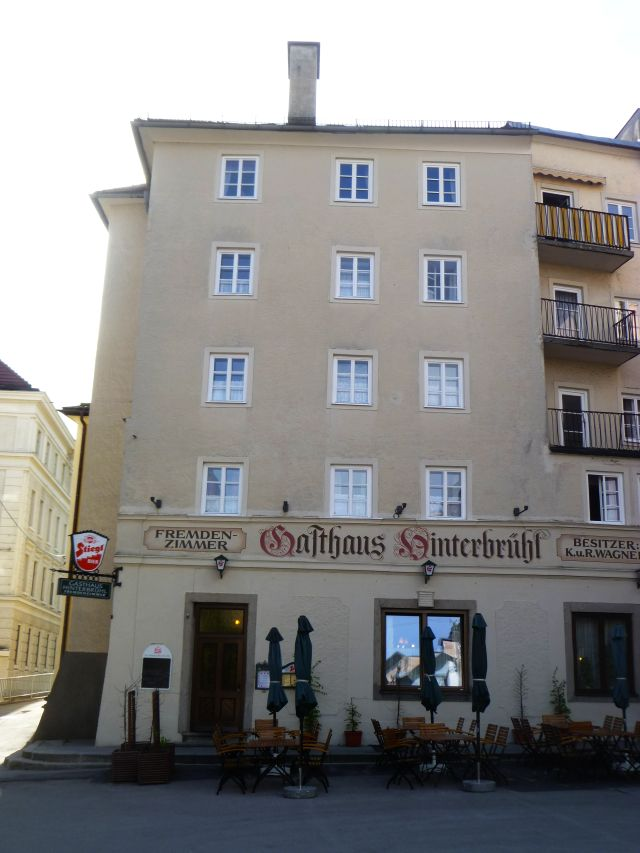
Gasthof Hinterbrühl, Schanzlgasse 12

## Glockengießerhaus, (Stab-)Stockhaus, heute Gasthof Hinterbrühl
(Schanzlgasse 12)
Das im Kern spätgotische Haus (1380 als Teil der alten Stadtmauer erbaut) wird 1650 als Glockengießerhaus bezeichnet, welches im Eigentum der Stadt Salzburg war und seit 1959 in 4. Generation im Besitz der Familie Wagner ist. Nach 1800 taucht der Name Stockhaus auf. Wie bei vielen anderen alten Häusern ergeben auch hier ein oftmaliger Umbau eine detailreiche und unregelmäßige Innengestalt.

## Schanzlwirt, heute Landeskindergarten
(Schanzlgasse 14)

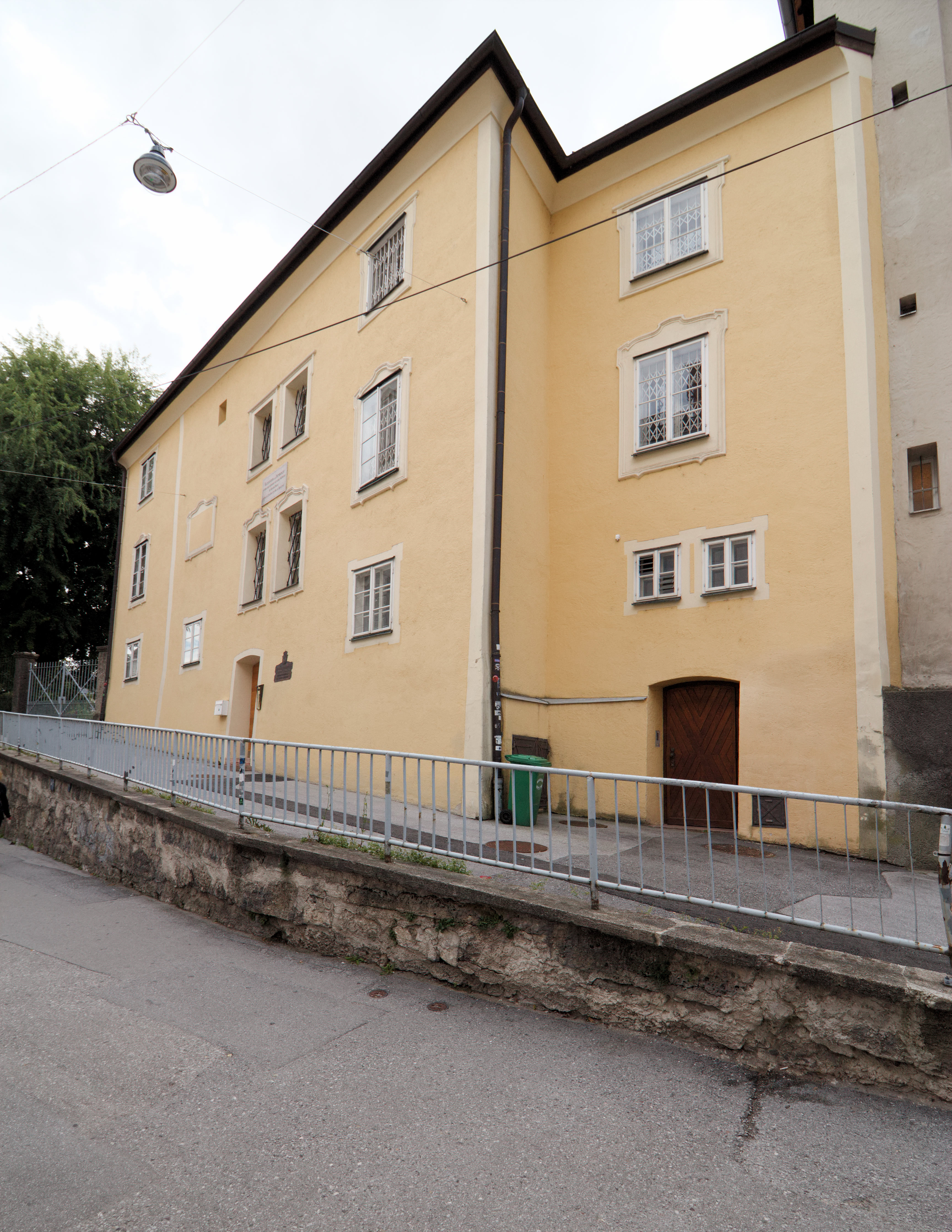
Schanzlwirt, Schanzlgasse 14

Dieses Haus entstand vermutlich nach 1700 und wurde nach etwa 1810 lange Zeit als „Gasthof zum (weißen) Lamm“ geführt. Von diesem Haus führte ebenfalls eine direkte Treppe zum Kloster Nonnberg hinauf. Eine Erinnerungstafel am Haus weist auf den Aufenthalt von Alexander von Humboldt in diesem Haus hin: „Alexander von Humboldt wohnte und arbeitet vor seiner Weltreise in diesem Haus vom 26. October 1797 bis 24. April 1798“. 
Das Haus steht fast zur Gänze auf dem alten Äußeren Nonntaler Tor (Erentrudistor), das zwischen 1465 und 1480 errichtet wurde und Teil der 2. Stadtbefestigung war. Das Tor wurde erst 1975 im Zug von Renovierungsarbeiten 1975 wiederentdeckt. Der alte Torbogen besteht dabei fast zur Gänze aus großen Quadersteinen. Es ist 14 m lang und besitzt eine Rundbogengewölbe. Die Schießscharten sind verschlossen, da sie sich derzeit unter dem Niveau der Schanzlgasse befinden. In der Schanzlgasse kann man stark eingeschüttete kleine Außenteile der Toranlage sehen.